# Esteban Granero
Esteban Granero Molina, född 2 juli 1987 i Madrid, är en spansk före detta fotbollsspelare (mittfältare).

## Klubbkarriär
Granero började spela fotboll i Real Madrids ungdomslag när han var åtta år gammal. Tillsammans med sina lagkamrater Juan Mata och Alberto Bueno vann han Copa de Campeones Juvenil de Fútbol år 2006, en officiell U19-turnering i Spanien organiserad av det spanska fotbollsförbundet (RFEF). Granero gick till Real Madrid C vid 17 års ålder och säsongen 2006/2007 flyttade han upp till Real Madrid Castilla.
Han misslyckades att ta en plats i B-lagets startelva då mittfältspositionerna ockuperades av de la Red, Javi García och Adrián González. Den 31 augusti flyttade Granero till Getafe CF på lån. Även de la Red gick till Getafe, dock i en annan övergångsaffär. Efter säsongens slut, vilket inkluderade kvartsfinalsspel i UEFA-cupen, återvände Granero till Real Madrid.
Den 30 januari 2020 värvades Granero av Marbella, där han skrev på ett 1,5-årskontrakt. Den 5 juli 2021 meddelade Granero att han avslutade sin fotbollskarriär.

## Meriter
- Europeiska U19-mästerskapet i herrfotboll: 2006
- Copa de Campeones Juvenil de Fútbol: 2005/2006
- La Liga: 2011/2012
- Spanska cupen: 2010/2011
- Spanska supercupen: 2011/2012

## Statistik

### Klubbstatistik
Uppdaterad 1 juni 2012
| Klubb       | Säsong  | Liga    | Liga | Cup     | Cup | Europa  | Europa | Totalt  | Totalt |
| Klubb       | Säsong  | Matcher | Mål  | Matcher | Mål | Matcher | Mål    | Matcher | Mål    |
| ----------- | ------- | ------- | ---- | ------- | --- | ------- | ------ | ------- | ------ |
| Getafe CF   | 2007-08 | 27      | 3    | 6       | 2   | 9       | 4      | 42      | 9      |
| Getafe CF   | 2008-09 | 35      | 5    | 2       | 0   | 0       | 0      | 37      | 5      |
| Real Madrid | 2009-10 | 31      | 3    | 1       | 0   | 4       | 0      | 36      | 3      |
| Real Madrid | 2010-11 | 19      | 1    | 9       | 1   | 4       | 0      | 32      | 2      |
| Real Madrid | 2011-12 | 17      | 0    | 4       | 0   | 7       | 0      | 28      | 0      |
| Totalt      | Totalt  | 129     | 12   | 22      | 3   | 24      | 4      | 175     | 19     |